# Runebomme
Runebomme, også kaldet "troldtromme", "shamantromme", goavddis (nordsamisk) eller gievrie (sydsamisk), er et samisk instrument anvendt til akkompagnement af joik og shamanisme. Trommen holdes i hånden og består af et dekoreret renskind spændt på en ramme. Noaiden, den samiske shaman, slår på trommen med en hammer af renhorn.
I Norge findes kun tre kendte bevarede eksemplarer af den samiske håndtromme. Thomas von Westen indsamlede 8 trommer på Snåsa i 1723, og biskop Petrus Asp indsamlede 25 trommer i Åsele i 1725. I alt blev flere hundrede trommer beslaglagt og sendt til København. Mange af disse gik tabt i Københavns brand 1728. Der kendes dog adskillige illustrationer af runebommer.

## Anvendelse
Runebommen er en tromme, som shamaner anvender for at falde i trance og opnå kontakt med åndeverdenen. Det, som i andre naturreligioner ofte bliver kaldt for shamaner, hedder noaide på samisk. Det var først og fremmest noaiderne, som anvendte runebommen. Noaiderne var samernes hellige mænd.
Runebommen var altid oval. Trommeskindet var dekoreret med flere figurer og guder, solen var samernes vigtigste gud, så den var altid i midten eller helt øverst. Når noaiden skulle spå åndernes vilje og om fremtiden, lagde han en ring på trommeskindet og slog med en hammer eller en trommestik af renhorn. Ringen bevægede sig mellem de forskellige figurer eller guder. På grundlag heraf blev åndernes vilje forklaret eller tolket.
Noaiden anvendte også runebommen til at komme i trance. De slog på trommen rytmisk og intenst indtil, de faldt i trance og gik i en slags dvale. Noaiderne kunne ligge i trance i et døgn. Imens vandrede hans sjæl omkring i åndernes verden og fik gudernes vilje at vide. Når noaiden vågnede, kunne han fortælle hvor, man kunne gå på jagt efter vildt, hvor der var bjørn og ulv, eller om farer, som truede. Dersom alt var vellykket, vågnede noaiden op med gode nyheder. Dersom rejsen i åndeverdenen var mislykket, risikerede noaiden at dø.
Runebommen blev opbevaret i en skindpose, som ingen "mandvoksen" kvinde måtte røre ved. Under flytning blev trommen fragtet i den bagerste pulk. Da missionærerne fik nys om det, slog de ned på den bagerste pulk. Samerne begyndte som et modtræk at fragte trommen en anden vej end resten af følget. Så stærk var trolddommen i runebommen, at den ikke blev ført ind gennem teltets almindelige indgang, men ad en bagvej; og hvis en kvinde var rejst den samme vej, som runebommen var blevet fragtet indtil tre dage forinden, kom hun til at dø eller sættes i stor fare - med mindre hun købte sig tryghed ved at give runebommen en gave.

### Anders Poulsens runebomme
I februar 1692 stod samen Anders Poulsen for retten i Vadsø, tiltalt for at eje en runebomme. Han havde selv lavet den af fyrretræ og dekoreret den med flere ræveører og en ræveklo; blandt figurerne genkendtes helvedes tjærekedel. Skulle noaiden hjælpe en dødssyg, måtte han ned i dødsriget og forhandle med den syges afdøde slægtninge, der ville have den syge hos sig; og angiveligt måtte noaiden iblandt også tage et opgør med selve djævelen. Poulsen demonstrerede i retten, hvordan han trommede, så ringen dansede rundt på trommeskindet, til den faldt ned på en figur i femte rad. Poulsen forklarede, at da slap ganden (trolddommen) ud af den, der var ramt af den, og tilbage til gandens afsender. Det var en udbredt kunst, forklarede han. Videre kunne han opspore tyve og skaffe folk tyvegods tilbage. Da trommede Poulsen så længe, at Gud fik straffet tyven, så han blev mager og indtørret som et træ. Her viste Poulsen til djævlefigurene i trommens femte rad. Ved bøn og trommen kunne Poulsen også skaffe folk "rensdyrlykke", så rensdyrene ikke blev dræbt af ulve eller udsat for andre ulykker. Skulle han hjælpe kvinder med fødselssmerter, fik han hjælp fra Maria-figurene i trommens tredje rad. Var han hjemmefra, konsulterede han runebommen om hvordan det gik med familien derhjemme. Sådan skaffede han sig angiveligt også kundskab om skibsanløb og skipperens udseende. Ved at løfte runebommen i vejret, fik han svar, som når to mennesker samtaler. Poulsen kunne også bruge trommen til helbredelse, syndsforladelse og vejrmagi. Flere figurer var knyttet til meteorologiske forhold. Sorenskriver i Finnmark, Niels Knag, var usikker på, om Poulsen kunne siges at have gjort noget forkert, og blev enig med amtmanden Hans Lillienskiold om at sende sagen til vurdering af jurister i København. Nogen dom faldt aldrig. Mens Poulsen sad i varetægtsfængsel i Vadsø, slog en tjenestedreng ham ihjel med økse ud fra den overbevisning, at Poulsen var en troldmand, der fortjente at dø.
Afdødes søn Pouel Andersen, tre døtre og to svigersønner mødte frem med krav om arv efter Poulsen. De anførte, at deres far havde ikke skadet nogen med sin anvendelse af runebommen, og derfor ikke havde forbrudt sit bo, som burde gå til skifte mellem hans enke og børn. Niels Knag anså det for "idel Afguderi oc grofueste Throldoms Kunst at vere, hour ved hand fuldkommen sig til Diefuelen haver henviget", men at Poulsens misgerninger ikke burde gå ud over enken, der fik sin halvdel af mandens efterladte bo.

### Konstruktion
Runebommen er for noaiden, hvad et alter er for præsten. Runebommer fandtes i forskellige versioner, både i projektion og indhold alt efter hvor den blev fremstillet. Ifølge Ernst Manker findes det fire hovedtyper af den måde, trommen var lavet på:
1. Skåltromme, hvor trommeskålen eller rammen er udhulet af en knoldudvækst fra et træ – deraf navnet skåltromme.
2. Knolde på fyrretræer er i de fleste tilfælde blevet anvendt som materiale, men der findes også nogen lavet af knolde fra grantræ. Trommeskindet er fæstnet til en udstikkende kantliste med en speciel type søm, som består af fæste- og en kanttråd af sene. Set i en større shamanistisk sammenhæng, viser det sig, at den samiske skåltromme er unik i sin form.
3. Svøbetrommen er trommerammen bøjet af en svøb, og de to svøbender er syede eller klinkede sammen. Her er også fyr det dominerende materiale. Ved hjælp af samme teknik som på skåltrommen er trommeskindet her også fæstnet til rammens øvre kant.
4. Ringtrommen er rammen af en selvvokset- eller en hel tilskåren fyrrering. Trommeskindet er fæstnet med trænagler på rammens øvre kant og skindkanten forstærket med en kantsøm. Også svøbeteknik er anvendt på vinkelrammetrommen. Selve svøben er lavet således, at den danner en vinkel.

På en runebomme af sydlig type er det traditionelle soltegn i midten. Figurer/symboler for torden og vind, samt en reinfigur og nogen andre offerdyr. Omkring centralfiguren er der forskellige dyrefigurer, et rengærde, ren med slæde, både, en tromme, kors og de kristnes boplads med hus, hest, ko og ged. På toppen den rådende far. Øverst til højre kan man se dødsrigets figurer, og nederst på samme side de tre aahkah (= bedstemødre, gamle koner). Ellers rundt kanten ser man jægere med pil og bue, rovdyr, rener, hund og mennesker.
Det var noaidens opgave at lave trommer. Fremgangsmåden var hemmelig, men ses af de bevarede trommer. Trommeskindet blev lavet af ugarvet skind af en kalv efter en etårig hunren. Til at lave figurerne på trommen anvendtes bark af el. Dette var jagtguden eller blodmandens træ. Træets blod giver farve, som aldrig forsvinder. Noaiden puttede barkbidder i munden og tyggede så, til han blev rød omkring munden. Mønsteret blev tegnet på trommeskindet med en pind.
Når trommen skulle indvies, var hele familien samlet. Alle sad på hver plads omkring bålet, og ingen måtte røre den nye tromme. Hver kvinde gav et smykke, spænde eller en knap, som blev hængt op i en læderrem på trommens kant. Her blev det også påhængt tænder og klør. Stærkest var driften fra et pileformet ben, som sidder i bjørnens penis. Trommepinden var en lille dobbelthammer af renhorn. Under indvielsesceremonien var det familiens yngste dreng, som fik æren at slå det første slag. Der var ofte en lille trekant eller en ring, som lå på trommen, når noaiden slog. Denne ring rørte sig og forandrede retning, når der blev slået på trommen, og den blev liggende over den figur, som det var bestemt af højere magter, at den skulle ligge.

## Næsten forsvundne
Christian 4. så særlig strengt på samisk trolddom og udstedte 20. februar 1609 en egen forordning mod den: "Og som erfaringen viser, er de finske og lappiske folk af naturen henfaldne til brug af trolddom, og derfor tør nordmænd og andre fromme folk ikke bo i deres nærhed, langt mindre i de fjorde, hvor der er mange finner. Derfor skal du holde et strengt og alvorligt opsyn med dem, så de skyldige gennem dom og straf uden al nåde aflives. Mistænkes nogen for at kunne slige kunster, uden at det kan bevises, at de har brugt dem, da skal de forvises af dit len og ikke opholde sig noget sted, hvor finner holder til, hverken i dit len eller i nordlandene. Dette skal du underdanigst rette dig efter. Gud befaler dig. Skrevet på vort slot Skanderborg."
Kristne missionærer brændte følgelig næsten alle trommer på bål. I 1600- og 1700-tallet blev der foretaget en stor indsamling, og trommerne blev brændt foran kirkeindgangen. Den som vovede at gemme en tromme eller lave sig en ny, risikerede bøder, fængselsstraf og endog dødsdom. Nogen få bevarede runebommer findes på museer og i privatsamlinger, ikke kun i Norden, men også i Europa.
- Samisk runebomme i Arktikum-museet i Rovaniemi, Finland.[9]
- Moderne runebomme lavet som turistsouvenir.
- Moderne runebomme lavet som turistsouvenir.